# تخریب گالاگر–هلندر
در تخریب گالاگر–هلندر(به انگلیسی: Gallagher–Hollander degradation) (۱۹۴۶) پیروویک اسید از یک کربوکسیلیک اسید آلیفاتیک خطی حذف می‌شود و اسید جدیدی با دو اتم کربن کمتر تولید می  شود. نخستین مورد توصیف شده این واکنش مربوط به تبدیل اسید صفراوی در یک سری واکنش به شکل زیر است: تشکیل اسید کلرید (2) با تیونیل کلرید، تشکیل دی‌آزوکتون (3) با دی‌آزومتان، تشکیل کلرومتیل کتون (4) با هیدروکلریک اسید، احیای آلی کلر به متیل کتون. (5) هالوژن‌دار کردن کتون به (6)، واکنش حذفی با پیریدین به انون (7) و در نهایت اکسایش با کروم تری‌اکسید به بیس‌نورکولانیک اسید (8).